# Telefónica Móviles
Telefónica Móviles est une entreprise espagnole, filiale de Telefónica, spécialisée dans les télécommunications mobiles. L'entreprise est le plus souvent en tête ou en seconde place des marchés où elle est présente. En 2005, l'entreprise gérait plus de 89 millions de clients à travers le monde et réalisait plus de 12 milliards d'euros de chiffre d'affaires. Telefónica a annoncé qu'elle comptait racheter la totalité des actions de sa filiale.

## Implantation
La division de téléphonie mobile de Telefónica gère les opérateurs mobiles (ou détient des participations) dans les pays suivants :
- Europe
  -  Espagne, Telefónica Móviles España sous la marque Movistar
  -  Royaume-Uni sous la marque O2
  -  Allemagne sous la marque O2
  -  Île de Man sous la marque Manx Telecom
- Afrique
  -  Maroc (Médi Télécom) Telefonica a revendu ses parts à des invesstisseurs Marocains
- Amérique
  -  Mexique sous la marque Movistar (Telefónica Móviles México)
  -  Porto Rico (TLD Puerto Rico)
  -  Guatemala sous la marque Movistar (Telefónica Móviles de Guatemala)
  -  Salvador sous la marque Movistar (Telefónica Móviles de El Salvador)
  -  Nicaragua sous la marque Movistar (Telefónica Móviles de Nicaragua)
  -  Panama sous la marque Movistar (Telefónica Móviles de Panama)
  -  Colombie sous la marque Movistar (Telefónica Móviles de Colombia)
  -  Venezuela sous la marque Movistar (Telefónica Móviles Venezuela)
  -  Équateur sous la marque Movistar (Telefónica Móviles Ecuador)
  -  Pérou sous la marque Movistar (Telefónica Móviles Perú)
  -  Brésil (Brasilcel détenu par Telefónica Móviles sous la marque Vivo)
  -  Chili sous la marque Movistar (Telefónica Móviles de Chile)
  -  Argentine sous la marque Movistar (Telefónica Móviles de Argentina)
  -  Uruguay sous la marque Movistar (Telefónica Móviles Uruguay)

Dans les pays où l'opérateur est une filiale directe du groupe, les marques utilisées sont O2 ou Movistar depuis l'unification des actifs d'Amérique latine de BellSouth, que le groupe a acquis en 2004.

## Historique
Au début des années 1990, Telefónica a séparé son activité dédiée à la téléphonie mobile en Espagne du reste de ses activités. Parallèlement  le groupe Telefonica a poursuivi son expansion internationale par l'acquisition d'opérateurs de télécommunications présents sur d'autres marchés, généralement les anciens monopoles d'état comme au Pérou, au Chili ou en Argentine. Dans un premier temps ces entités poursuivaient leur activité comme un tout et Telefonica Moviles n'opérait qu'en Espagne. À partir de 1998, Telefonica Moviles commença l'acquisition d'opérateurs de téléphonie mobile étrangers comme ceux de Sao Paulo et Rio de Janeiro au Brésil ou des compagnies mexicaines. En 2001, le groupe tenta une expansion européenne au travers de la 3G qu'il abandonna rapidement du fait du coût des licences.
En 2004, l'entreprise a acquis les actifs d'Amérique latine de l'opérateur américain BellSouth. comprenant des opérateurs de téléphonies mobiles sur des marchés où il n'était pas présent (Nicaragua, Panamá, Colombie, Venezuela, Équateur et Uruguay) et des marchés où il put renforcer ses positions (Guatemala, Pérou, Chili et Argentine).
En novembre 2006, Telefonica Móviles fit l'acquisition de l'opérateur britannique O2 plc lui permettant de pénétrer sur les marchés allemand, anglais et irlandais.

## Structure internationale
Telefónica a regroupé ses filiales de téléphonie mobile en 5 régions pour optimiser les investissements et obtenir des  synergies:
- Centroamérica : regroupant les opérateurs d'Amérique centrale (Guatemala, Salvador, Nicaragua et Panamá) et du Mexique, dont le siège se situe à Mexico.
- Région Andine : Venezuela, Colombie, Équateur et Pérou, dont le siège se situe à  Bogota.
- Brésil, avec un bureau à São Paulo.
- cône Sud : Argentine, Chili et Uruguay, dont le siège se situe à Santiago du Chili.
- Europe : Espagne, Irlande, Royaume-Uni et Allemagne, dont le siège est à  Londres.

Le siège du groupe se situe à Madrid.

## Concurrence
La division de téléphonie mobile de Telefónica a trois principaux concurrents : Vodafone, le n°1 mondial de ce marché, sur les marchés européens, Orange, sur les marchés européens aussi et América Móvil, l'entreprise de Carlos Slim, en Amérique Latine. América Móvil possède des filiales dans la plupart des marchés où Telefonica Moviles est présente sur ce continent et surtout au Mexique, au travers de Telcel, la filiale de téléphonie mobile de l'ancien monopole d'état, Telmex.